# Ghusl
Ghusl (in arabo غسل‎?) è il termine arabo che serve a indicare il "lavacro massimo" che ogni buon musulmano deve compiere per recuperare lo stato di purità rituale (ṭahāra), ovviando in tal modo a una delle "impurità maggiori" (kabāʾir) nelle quali può essere incorso.

## Descrizione
Per recuperare lo stato di purità agli occhi di Allah, soprattutto nel caso in cui l'impurità derivi dal non aver ubbidito alle sue disposizioni, il musulmano deve esprimere (anche solo mentalmente) la sua "retta intenzione" (niyya) di ubbidire al suo Creatore, preceduta da un intimo e sincero pentimento (tawba), prima di procedere a un lavacro integrale del proprio corpo, normalmente con acqua monda da sudiciume o, in mancanza, col tayammum.
È prescritto il ghusl in caso di:
- consumazione di rapporti sessuali, ancorché perfettamente leciti:
- flusso mestruale;
- parto;
- morte per ragioni naturali.

L'Islam inoltre raccomanda (mustahabb) il ghusl prima della preghiera canonica in comune del mezzogiorno di venerdì e in occasione della ʿĪd al-aḍḥā, prima di avviare il rito canonico del hajj, dopo essere svenuti, con perdita di conoscenza e prima della conversione formale all'Islam.
I musulmani sciiti richiedono l'abluzione massima anche prima del Namaz-e tawba.
Il ghusl non deve essere confuso con il wuḍūʾ, ossia il lavaggio parziale, che ogni musulmano deve realizzare prima di ogni ṣalāt e prima di leggere il Corano.